# Бел Ер Норт (Мериленд)
Бел Ер Норт (енгл. Bel Air North) насељено је место без административног статуса у америчкој савезној држави Мериленд.

## Демографија
По попису из 2010. године број становника је 30.568, што је 4.77 (18,5%) становника више него 2000. године.
| Група             | 2000.          | 2010.          |
| Белци             | 24.281 (94,1%) | 27.650 (90,5%) |
| Афроамериканци    | 574 (2,2%)     | 1.094 (3,6%)   |
| Азијати           | 416 (1,6%)     | 643 (2,1%)     |
| Хиспаноамериканци | 284 (1,1%)     | 724 (2,4%)     |
| Укупно            | 25.798         | 30.568         |